# Mixcoatlus barbouri
Espèce
Synonymes
- Lachesis barbouri Dunn, 1919
- Cerrophidion barbouri (Dunn, 1919)
- Agkistrodon browni Shreve, 1938

Statut de conservation UICN

 EN B1ab(iii) : En danger
Mixcoatlus barbouri est une espèce de serpents de la famille des Viperidae. 

## Répartition
Cette espèce est endémique de l’État du Guerrero dans le sud-ouest du Mexique.

## Description
L'holotype de Mixcoatlus barbouri mesure 370 mm dont 46 mm pour la queue. Cette espèce a le dos olive sombre uniforme. C'est un serpent venimeux.

## Étymologie
Cette espèce est nommée en l'honneur de Thomas Barbour.

## Publication originale
- Dunn, 1919 : Two new crotaline snakes from western Mexico. Proceedings of the Biological Society of Washington, vol. 32, p. 213-216 (texte intégral).